# Ann-Marie väljer glädje
Ann-Marie väljer glädje är en svensk komediserie som hade premiär på SVT Play den 18 april 2025 och på SVT1 den 19 april 2025. Serien, som består av tolv avsnitt, är skapad av Mia Skäringer som även skrivit seriens manus och själv spelar titelkaraktären Ann-Marie.

## Handling
Serien handlar om Ann-Marie som för sjutton år sedan genomgick en yttre förvandling i TV-programmet Go'kväll, men hennes inre förblev orört. För att komma tillrätta med sitt mående har Ann-Marie haft kontakt med en terapeut utan större framsteg. Nu blåser terapeuten nytt liv i behandlingen och ger Ann-Marie veckobaserade uppgifter.

## Rollista
| Mia Skäringer    | – Ann-Marie          |
| Sanna Persson    | – Terapeut           |
| Mattias Kindberg | – Carl Olof Nylander |